# Colégio de São Bento do Rio de Janeiro
O Colégio de São Bento do Rio de Janeiro é um estabelecimento de ensino confessional católico, exclusivamente para meninos, dirigido e mantido pelos monges beneditinos do Mosteiro de São Bento do Rio de Janeiro. É uma referência histórica da presença da Ordem de São Bento no Brasil. Além disso, o colégio é conhecido por ser uma das instituições do país que mais vezes lideraram o ranking do Exame Nacional do Ensino Médio (ENEM).

## História

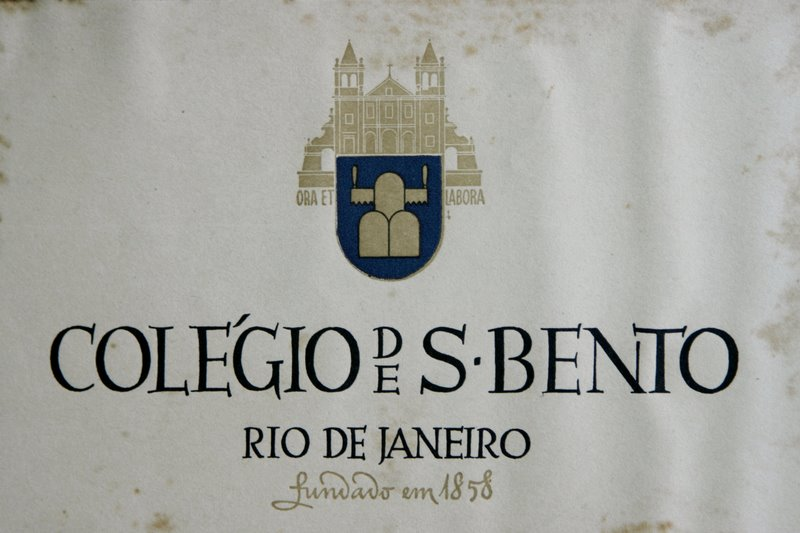
Parte superior do diploma conferido aos concluintes do ensino médio. Nele, pode-se ver o brasão alternativo do colégio.

O colégio foi formalmente constituído em 1858. A partir de 1904, passou a funcionar num prédio ao lado da Igreja de Nossa Senhora do Monte Serreado. Em 1929, transferiu-se para um prédio no número 42 da Rua Dom Gerardo (o mesmo endereço onde, atualmente, se localiza a Faculdade de São Bento do Rio de Janeiro). Até 1960, todos os professores do colégio eram homens. A partir desse ano, o colégio passou a admitir professoras. Em 1971, mudou-se para um prédio projetado pelo arquiteto e ex-aluno Mauro Guaranys, no lado do Morro de São Bento oposto ao mosteiro homônimo.

## Exame Nacional do Ensino Médio
Nos anos de 2005, de 2007, de 2010, foi o primeiro colocado no ranking nacional do Exame Nacional do Ensino Médio e, nos anos de 2009 e de 2011, ficou em primeiro lugar no ranking estadual. No ano de 2012, o colégio conquistou o 1º lugar em redação e 4º nas questões objetivas nacionalmente, sendo novamente o 1º no ranking estadual. Esses bons resultados rendem à instituição a reputação de melhor colégio brasileiro. Em 2014, o Colégio alcançou o primeiro lugar na ranking nacional novamente.

## Brasão

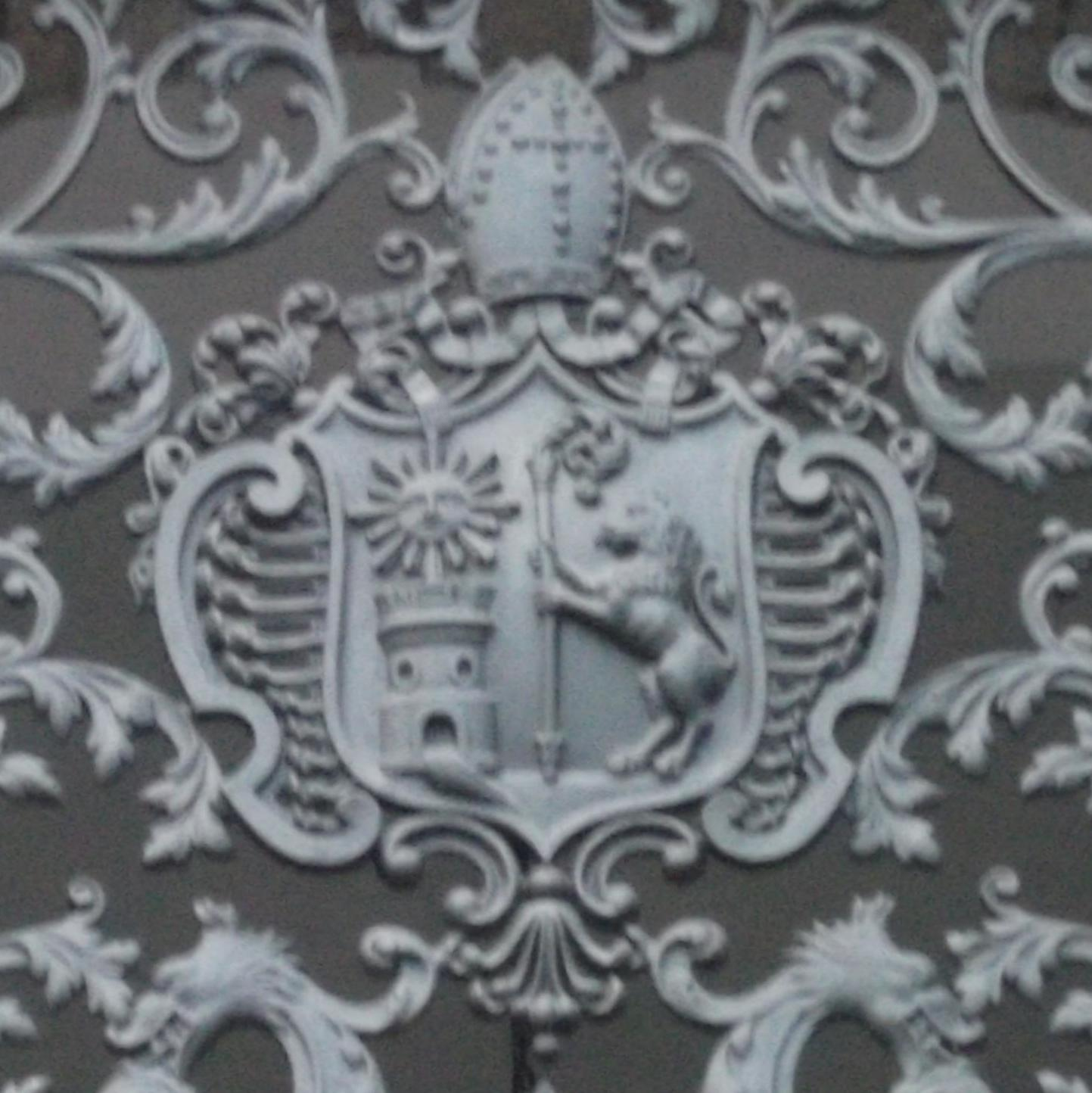
Brasão da abadia de Nossa Senhora de Montserrat do Rio de Janeiro

O brasão do Colégio de São Bento do Rio de Janeiro deriva do brasão da Abadia. Ele apresenta dois elementos principais: o Monte Serrado, que faz alusão ao santuário catalão de Monserrate, onde se venera a Santíssima Virgem Mãe de Deus; o leão com o báculo, que simboliza as virtudes da coragem, da bravura e da magnanimidade, associadas na Idade Média à Ordem de São Bento. O báculo, ainda, faz referência ao poder abacial, com seu múnus pastoral.

## Condecorações
O Colégio de São Bento foi condecorado no dia 29 de março de 2010 com a insígnia da Ordem do Mérito Judiciário do Distrito Federal e dos Territórios, a mais alta ordem honorífica do Tribunal de Justiça do Distrito Federal e dos Territórios, por ter prestado relevantes serviços à cultura jurídica em geral, bem como ao Poder Judiciário do Distrito Federal e Territórios. Foi a primeira instituição educacional a receber tal prêmio.

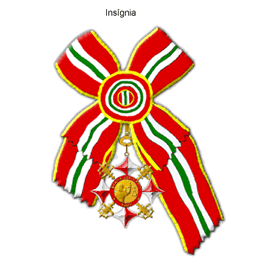
Insignia da Ordem do Mérito Judiciário do Distrito Federal e dos Territórios (OMJDFT)

## Reitores (até 1903, diretores)

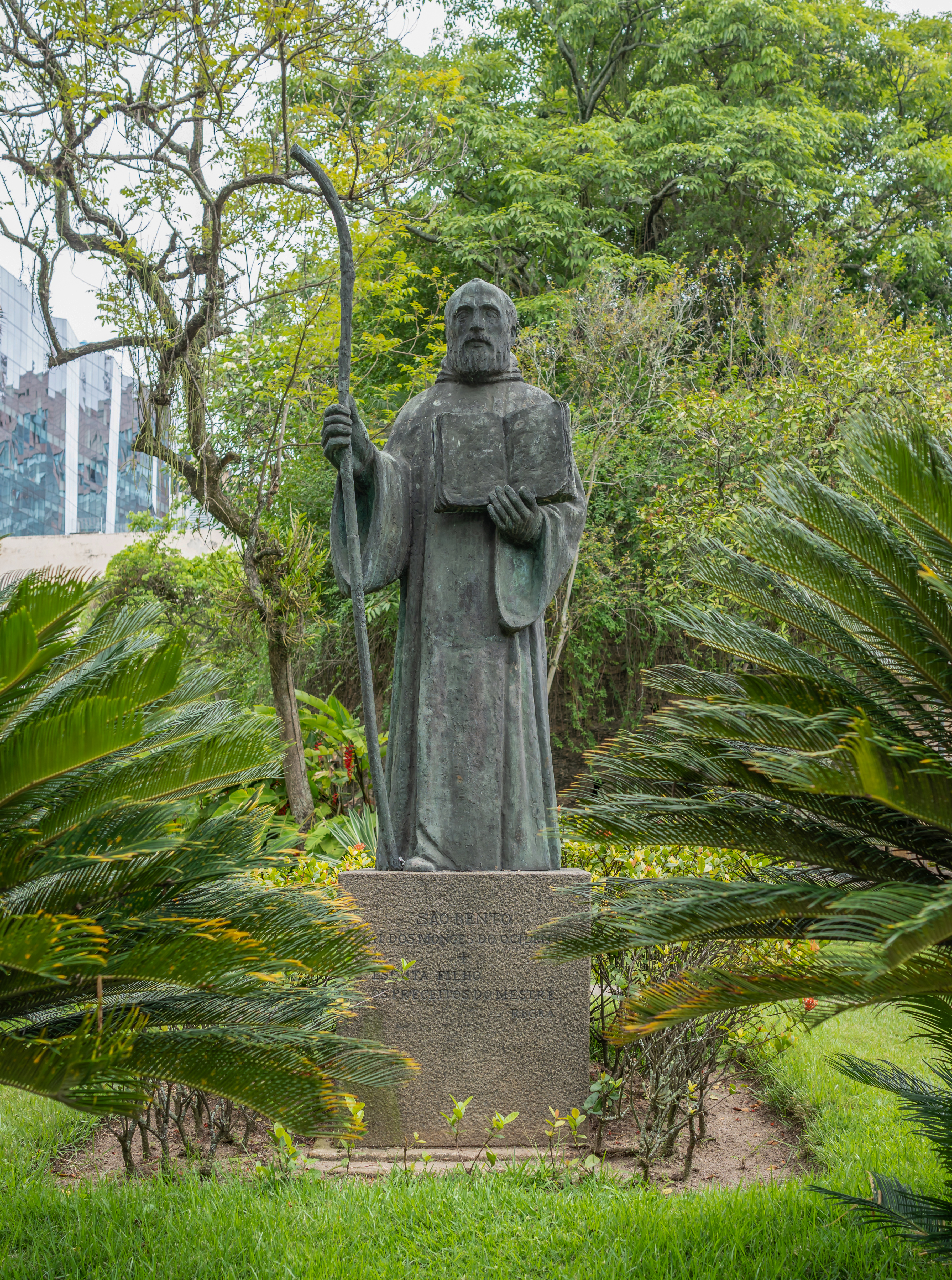
Estátua de São Bento na entrada do mosteiro.

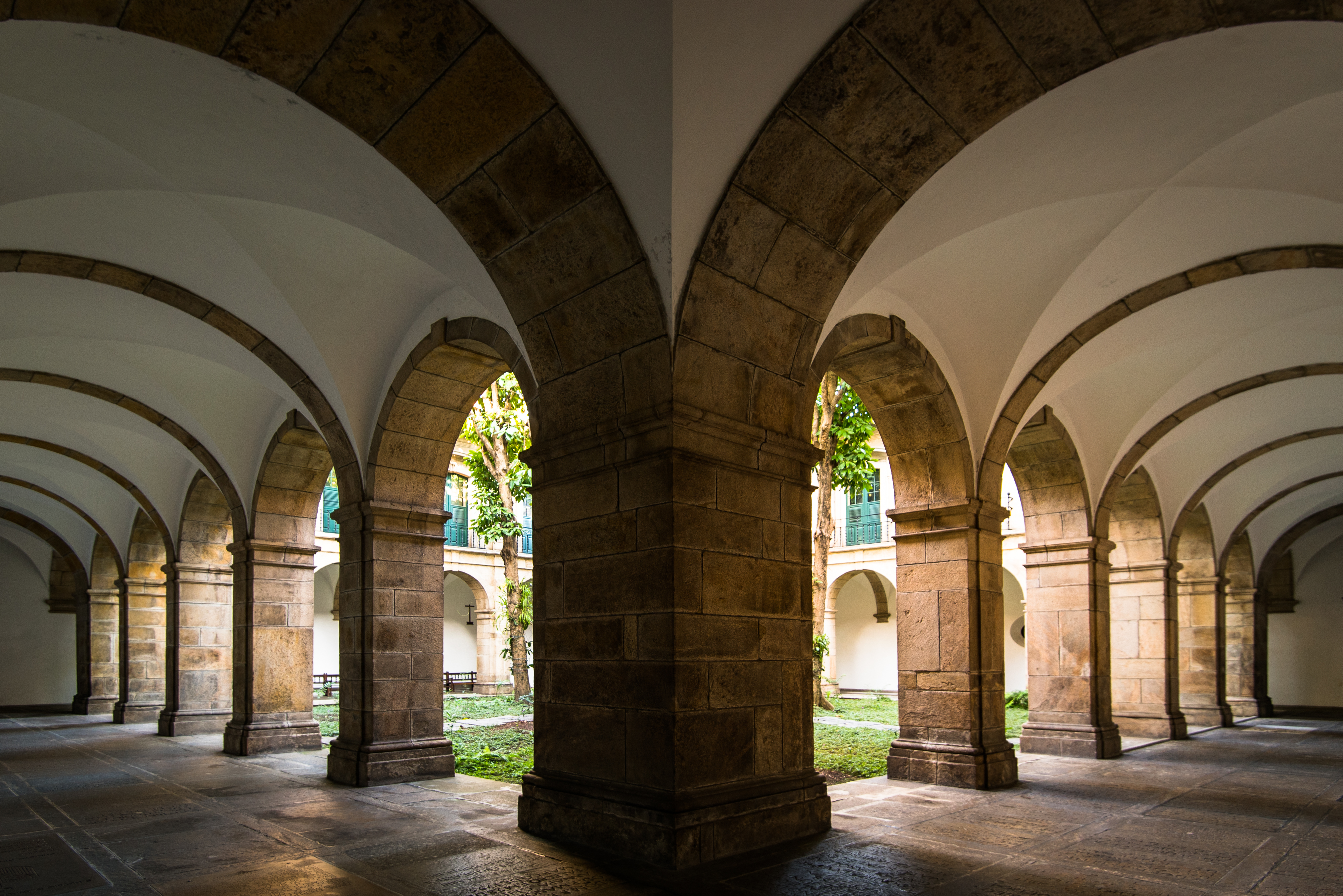
Pátio interno do mosteiro, onde muitos dos reitores foram enterrados, como pode ser observado nas inscrições das lápides no piso.

- Abade Frei Luís da Conceição Saraiva (fundador), 1858 - 1860
- Presidente Frei Antônio de Santa Águeda Carneiro, 1860
- Abade Frei Saturnino de Santa Clara Antunes de Abreu, 1860 - 1863
- Abade Frei José da Purificação Franco, 1863 - 1872
- Abade Frei Manoel de São Caetano Pinto, 1872 - 1881
- Abade Frei José da Purificação Franco, 1881 - 1884
- Abade Frei Manoel de Santa Catarina Furtado, 1884 - 1893
- Abade Frei João das Mercês Ramos, 1893 - 1903
- Dom Marcos Stoker, 1903
- Dom Pio Alpen, 1904 - 1905
- Dom Amaro van Emelen, 1905 - 1906
- Dom Ambrósio Winckier, 1907 - 1908
- Abade Coadjutor Dom João Crisóstomo De Saegher, 1908
- Dom Amaro van Emelen, 1909 - 1910
- Dom Ildefonso Deigendesch, 1910
- Dom João Evangelista Barbosa, 1911 - 1913
- Dom Ildefonso Deigendesch, 1914 - 1915
- Abade Dom Pedro Eggerath, 1915 - 1916
- Dom Leandro Marques de Souza, 1917 - 1918
- Dom Meinrado Mattmann, 1918 - 1936
- Abade Dom Tomás Keller, 1936
- Dom Vicente de Oliveira, 1936 - 1937
- Dom Bonifácio Plum, 1937 - 1941
- Dom Hildebrando Petrola Martins, 1942 - 1946
- Dom Basílio Penido, 1947 - 1954
- Dom Lourenço de Almeida Prado, 1955 - 2001
- Dom Matias Fonseca de Medeiros, 2001 - 2003
- Dom Tadeu de Albuquerque Lopes, 2003 - 2010
- Dom Miguel da Silva Vieira, 2010 - 2014
- Abade dom Felipe da Silva, 2014 - Presente

## Ex-alunos ilustres

Benjamin Constant, o fundador da República

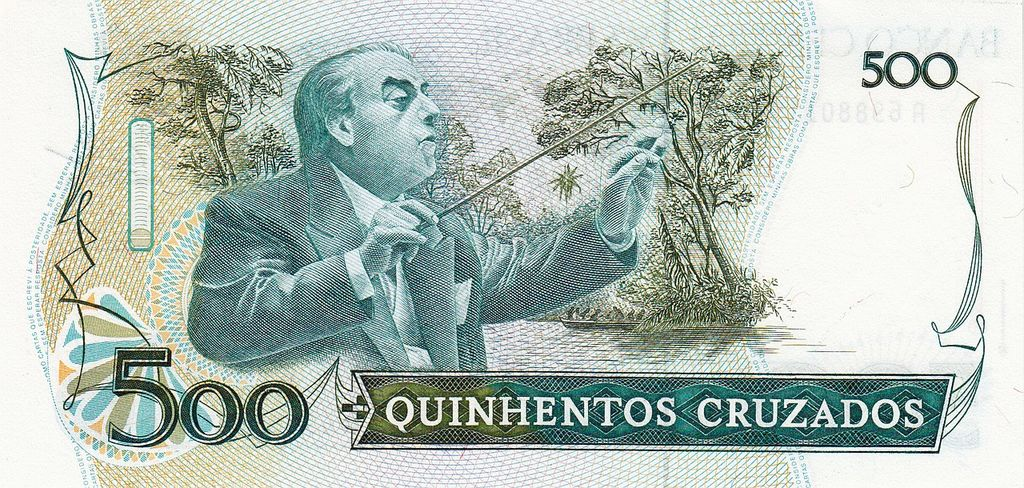
Heitor Villa-Lobos, maestro e compositor, representado na nota de 500 cruzados

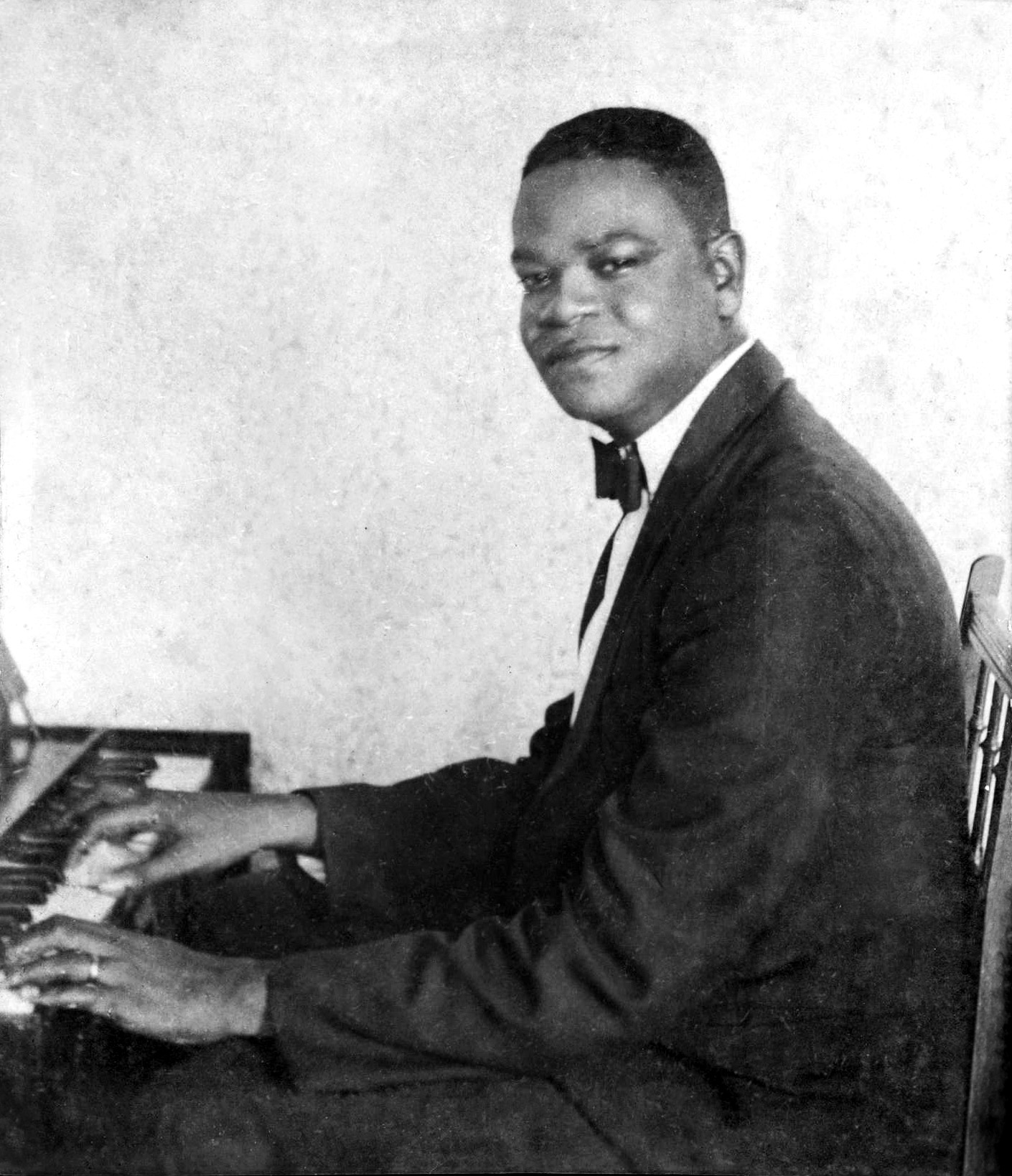
Pixinguinha, grande ícone do samba e choro carioca

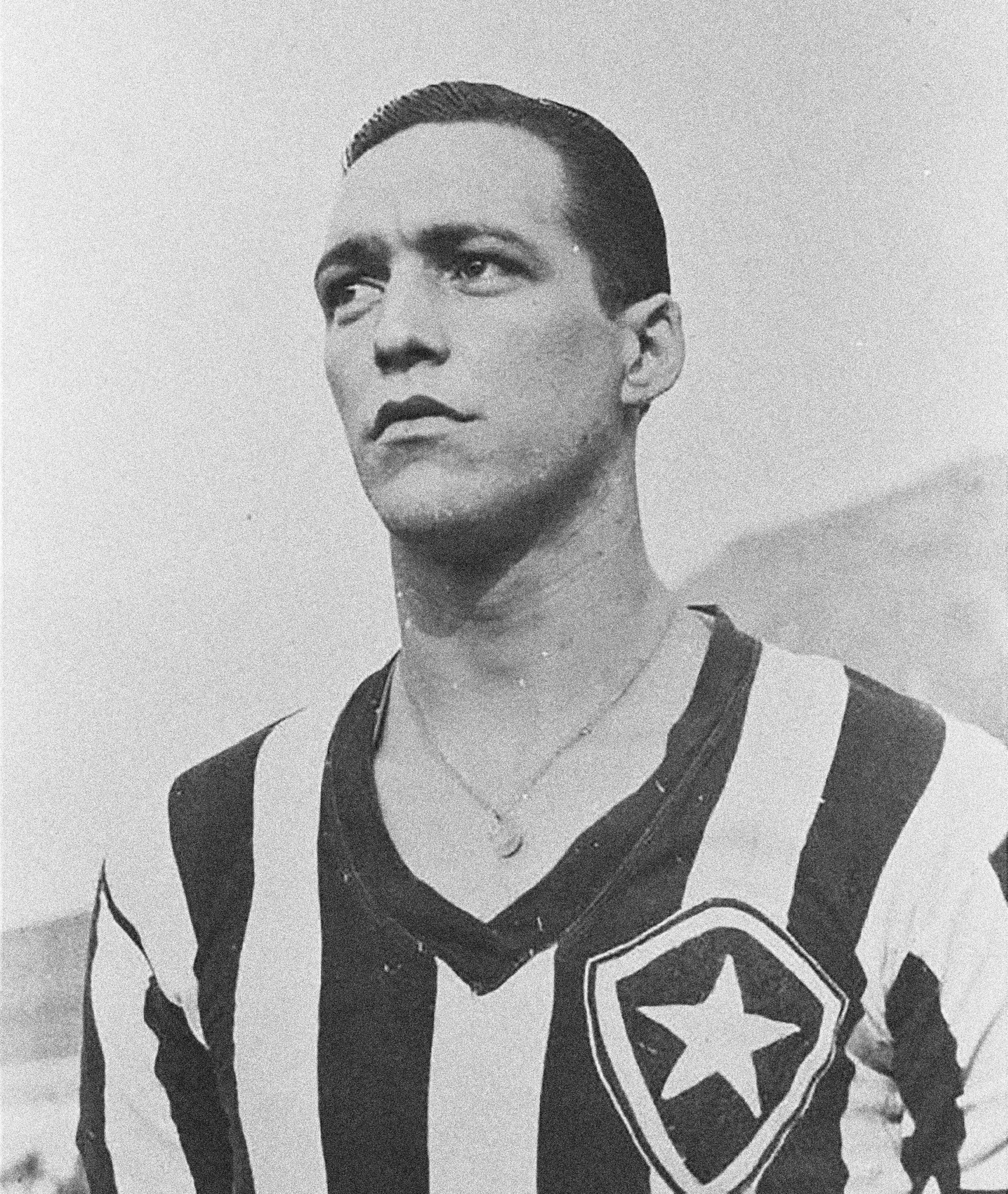
Heleno de Freitas, ídolo do Botafogo F.R.

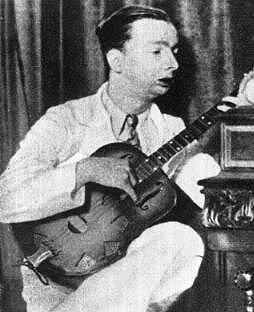
Noel Rosa, grande figura do samba carioca

- Alfredo da Rocha Vianna Jr. (Pixinguinha), músico e compositor [4][8]
- Anselmo Vasconcellos, ator [10]
- Antônio Carlos Lemgruber, ex-presidente do Banco Central do Brasil [8]
- Antônio Silva Jardim, advogado, jornalista e grande ativista abolicionista [8]
- Arnoldo Camanho de Assis, desembargador do Tribunal de Justiça do Distrito Federal e dos Territórios, professor universitário[4]
- Artur Ávila, único brasileiro ganhador da Medalha Fields (o Prêmio Nobel da Matemática)
- Augusto Frederico Schmidt, poeta, empresário, ex-presidente do Botafogo Football Club, co-fundador do Botafogo de Futebol e Regatas, e ex-embaixador do Brasil às Nações Unidas e à Comunidade Econômica Europeia. [8]
- Cândido Barata Ribeiro, senador, primeiro prefeito do Distrito Federal, ex-ministro do Supremo Tribunal Federal [8]
- Benjamin Constant, militar, ministro da instrução do primeiro governo republicano, consagrado   fundador da República pela Constituição de 1891 [8]
- Casimiro Miguel, jornalista, apresentador, comentarista esportivo, influenciador digital, humorista, youtuber e streamer brasileiro.
- Clóvis Bevilacqua, fundador da Academia Brasileira de Letras, jurista, autor do Código Civil de 1916[8]
- Dom Estêvão Tavares Bittencourt, presbítero, teólogo, professor e escritor [8]
- Dom Rosalvo Costa Rego, bispo-auxiliar da arquidiocese do Rio de Janeiro [8]
- Eduardo Lopes Pontes, médico, doutor (PHD) pela universidade de Oxford, membro-titular da 5ª cadeira da secção de Medicina da Academia Nacional de Medicina
- Fellipe Gamarano Barbosa, ator, diretor e roteirista [11]
- Tenente-brigadeiro do ar Faber Cintra, ministro aposentado do Superior Tribunal Militar [12]
- Guilherme Fontes, ator e produtor
- Heitor Villa-Lobos, maestro e compositor[4][8]
- Heleno de Freitas, jogador de futebol, ídolo do Botafogo de Futebol e Regatas[13]
- Hélio de la Peña, humorista [14]
- Henrique Maximiano Coelho Neto, escritor e político, fundador da cadeira de número dois da Academia Brasileira de Letras[8]
- Hildebrando de Góis, prefeito do Distrito Federal e deputado federal pela Bahia[8]
- José Eugênio Soares (Jô Soares), humorista e apresentador de TV [4][8]
- João Procópio Ferreira, teatrólogo[8]
- Jorge Ricardo (Ricardinho), jóquei
- José Trajano, repórter esportivo [15]
- Lamartine Babo, músico e compositor, autor dos hinos dos grandes clubes cariocas, como América-RJ, Botafogo, Flamengo, Fluminense, Vasco da Gama e Bangu [8]
- Luis Felipe Couto, autor do best-seller "Eu, Édipo"
- Márcio Gomes, jornalista[16]
- Mário Ipiranga dos Guaranys, almirante [8]
- Nascimento Brito, jornalista, ex-dono e diretor do Jornal do Brasil
- Newton Braga, pioneiro na travessia aérea do Atlântico Sul, sem escalas, a bordo do hidroavião Jahú [8]
- Newton Moreira e Silva, PHD em ciências políticas, administrador, coordenador e professor universitário; ex-presidente da Fundação Escola de Serviço Público do Estado do Rio de Janeiro
- Noel Rosa, músico e compositor[4][8]
- Pascoal Carlos Magno, teatrólogo, romancista, vereador, poeta, crítico teatral e diplomata [8]
- Paulo César Martinez y Alonso, jornalista, advogado e escritor. Reitor do Centro Universitário da Cidade do Rio de Janeiro
- Paulo Fortes, barítono [8]
- Paulo Francis, jornalista e escritor [4]
- Procópio Ferreira, ator, diretor e dramaturgo [4]
- Raphael Montes, escritor e roteirista [17]
- Rogério Marinho, diretor do jornal O Globo, filho de Irineu Marinho [8]
- Thales Cavalcanti, ator [18]
- Mario Cezar Oliva de Mattos, engenheiro químico e empresário